# 武慶路
武慶路（Wucing Rd.）為高雄市苓雅區連結前鎮區的南北向主要道路，本道路共分為三個部份。起端為三多一路，末端為公正路。武慶路往北接河北路可以到大順路，往南在崗山北街與永豐路銜接通至鳳山區五甲，而武慶路右偏縮小為小型道路最後止於公正路。

## 行經行政區域
（由南至北）
- 前鎮區
- 鳳山區
- 苓雅區

## 分段
武慶路共分為三個部份：
- 武慶一路：南起於公正路口，北於崗山北街口接武慶二路，寬度僅單線道寬。
- 武慶二路：南端分叉為Y字型，並分別於崗山北街口接武慶一路及永豐路，其中從永豐路開始的路寬為雙線道，北於武昌路口接武慶三路，
- 武慶三路：南於武昌路口接武慶二路，北止於三多一路口，繼往北接河北路可往大順路。

## 歷史
2014年發生高雄氣爆事故

## 沿線設施
（由南至北）
- 武慶一路
  - 瑞北夜市
- 武慶二路
  - 台灣鐵路管理局南區供應廠（武慶二路151號）
  - 台中銀行鳳山分行（武慶二路172號）
  - 台灣鐵路管理局高雄機廠（武慶二路221號）
  - HYUNDAI南陽實業武慶展示中心（武慶二路226號）
  - 台灣中油千越加油站武慶站（武慶二路306號）
  - 鳳山工業區
- 武慶三路
  - 中華電信高雄營運處武慶服務中心（武昌路200號）
  - 全家便利商店高雄武慶店（三多一路185號）

## 公共自行車
- 高雄市公共自行車租賃系統：
  - 鳳山工業區：武慶二路221號對側
  - 武慶武昌路口：武慶二路/武昌路口西南側

## 公車資訊
- 統聯客運（市區公車）
  - 100 瑞豐站－高雄火車站

## 內部連結
- 高雄市主要道路列表